# Temporada 2020 de Stock Car Brasil
La temporada 2020 de Stock Car Brasil fue la 42.ª edición de dicho campeonato. Comenzó el 26 de julio en Goiânia y finalizó en São Paulo el 13 de diciembre.
El piloto del equipo Eurofarma RC, Ricardo Maurício, se quedó con el título de pilotos.

## Equipos y pilotos
| Equipo              | Automóvil | Automóvil | N.º | Pilotos            | Rondas |
| ------------------- | --------- | --------- | --- | ------------------ | ------ |
| Crown Racing        | Chevrolet | Cruze     | 0   | Cacá Bueno         | Todas  |
| Crown Racing        | Chevrolet | Cruze     | 4   | Júlio Campos       | Todas  |
| Shell V-Power       | Chevrolet | Cruze     | 51  | Átila Abreu        | Todas  |
| Shell V-Power       | Chevrolet | Cruze     | 28  | Galid Osman        | Todas  |
| Cavaleiro Sports    | Chevrolet | Cruze     | 5   | Denis Navarro      | Todas  |
| Cavaleiro Sports    | Chevrolet | Cruze     | 80  | Marcos Gomes       | Todas  |
| Vogel Motorsport    | Chevrolet | Cruze     | 11  | Gaetano di Mauro   | Todas  |
| Vogel Motorsport    | Chevrolet | Cruze     | 12  | Lucas Foresti      | Todas  |
| Vogel Motorsport    | Chevrolet | Cruze     | 110 | Felipe Lapenna     | 9-12   |
| Blau Motorsport     | Chevrolet | Cruze     | 18  | Allam Khodair      | Todas  |
| Blau Motorsport     | Chevrolet | Cruze     | 70  | Diego Nunes        | Todas  |
| R.Mattheis          | Chevrolet | Cruze     | 83  | Gabriel Casagrande | Todas  |
| R.Mattheis          | Chevrolet | Cruze     | 143 | Pedro Cardoso      | Todas  |
| Eurofarma RC        | Chevrolet | Cruze     | 29  | Daniel Serra       | Todas  |
| Eurofarma RC        | Chevrolet | Cruze     | 90  | Ricardo Maurício   | Todas  |
| KTF Sports          | Chevrolet | Cruze     | 46  | Vitor Genz         | 1-2    |
| KTF Sports          | Chevrolet | Cruze     | 85  | Guilherme Salas    | Todas  |
| KTF Sports          | Chevrolet | Cruze     | 120 | Vitor Baptista     | 3-4    |
| Hot Car Competições | Chevrolet | Cruze     | 54  | Tuca Antoniazi     | Todas  |
| RCM                 | Toyota    | Corolla   | 10  | Ricardo Zonta      | Todas  |
| RCM                 | Toyota    | Corolla   | 44  | Bruno Baptista     | Todas  |
| Ipiranga Racing     | Toyota    | Corolla   | 21  | Thiago Camilo      | Todas  |
| Ipiranga Racing     | Toyota    | Corolla   | 30  | César Ramos        | Todas  |
| Full Time Sports    | Toyota    | Corolla   | 111 | Rubens Barrichello | Todas  |
| Full Time Sports    | Toyota    | Corolla   | 117 | Matías Rossi       | Todas  |
| Full Time Bassani   | Toyota    | Corolla   | 8   | Rafael Suzuki      | Todas  |
| Full Time Bassani   | Toyota    | Corolla   | 33  | Nelson Piquet, Jr. | Todas  |
| Fuentes:            |           |           |     |                    |        |

## Calendario
| Ronda   | Ronda | Circuito                                       | Fecha            |
| ------- | ----- | ---------------------------------------------- | ---------------- |
| 1       | C1    | Autódromo Internacional Ayrton Senna, Goiânia  | 26 de julio      |
| 1       | C2    | Autódromo Internacional Ayrton Senna, Goiânia  | 26 de julio      |
| 2       | 2     | Autódromo José Carlos Pace, São Paulo          | 22 de agosto     |
| 3       | 3     | Autódromo José Carlos Pace, São Paulo          | 23 de agosto     |
| 4       | C1    | Autódromo Internacional Ayrton Senna, Londrina | 13 de septiembre |
| 4       | C2    | Autódromo Internacional Ayrton Senna, Londrina | 13 de septiembre |
| 5       | 5     | Autódromo Internacional de Cascavel, Cascavel  | 3 de octubre     |
| 6       | C1    | Autódromo Internacional de Cascavel, Cascavel  | 4 de octubre     |
| 6       | C2    | Autódromo Internacional de Cascavel, Cascavel  | 4 de octubre     |
| 7       | C1    | Autódromo Velo Città, São Paulo                | 18 de octubre    |
| 7       | C2    | Autódromo Velo Città, São Paulo                | 18 de octubre    |
| 8       | 8     | Autódromo Internacional de Curitiba, Paraná    | 7 de noviembre   |
| 9       | C1    | Autódromo Internacional de Curitiba, Paraná    | 8 de noviembre   |
| 9       | C2    | Autódromo Internacional de Curitiba, Paraná    | 8 de noviembre   |
| 10      | 10    | Autódromo Internacional Ayrton Senna, Goiânia  | 21 de noviembre  |
| 11      | C1    | Autódromo Internacional Ayrton Senna, Goiânia  | 22 de noviembre  |
| 11      | C2    | Autódromo Internacional Ayrton Senna, Goiânia  | 22 de noviembre  |
| 12      | 12    | Autódromo José Carlos Pace, São Paulo          | 13 de diciembre  |
| Fuente: |       |                                                |                  |

## Campeonato

### Campeonato de Pilotos
| Pos. | Piloto             | GOI | GOI | INT | CDM | LON | LON | CAS | CAS | CAS | MOG | MOG | CUR | CUR | CUR | GOI | GOI | GOI | SPO | Puntos |
| ---- | ------------------ | --- | --- | --- | --- | --- | --- | --- | --- | --- | --- | --- | --- | --- | --- | --- | --- | --- | --- | ------ |
| 1    | Ricardo Maurício   | 3   | 13  | 5   | 5   | 10  | 1   | 4   | 19  | 11  | 15  | 3   | 10  | 8   | 6   | 1   | 18  | 5   | 1   | 291    |
| 2    | Ricardo Zonta      | 1   | Ret | 3   | 1   | 11  | 13  | 9   | Ret | 2   | 12  | 4   | 12  | 6   | 5   | Ret | 5   | 10  | 2   | 278    |
| 3    | Daniel Serra       | 4   | 6   | 13  | DNS | 16  | 10  | 2   | 10  | 1   | 9   | Ret | 3   | 4   | 3   | 3   | 8   | 4   | 4   | 275    |
| 4    | Thiago Camilo      | 6   | 5   | Ret | 6   | 3   | 11  | 1   | 5   | 16  | 16  | 8   | 1   | 1   | 7   | 10  | Ret | 11  | Ret | 238    |
| 5    | César Ramos        | 8   | 8   | 2   | 2   | 4   | Ret | 5   | 4   | 8   | 4   | 14  | 13  | 16  | 18  | 13  | 15  | 12  | 5   | 237    |
| 6    | Rubens Barrichello | 7   | 1   | 7   | 4   | 7   | 2   | 7   | 14  | 21  | 14  | 5   | 8   | 5   | 4   | 9   | 9   | 3   | 16  | 234    |
| 7    | Nelson Piquet, Jr. | Ret | 2   | 1   | Ret | 6   | 3   | Ret | Ret | 5   | 7   | 16  | 16  | 15  | 2   | 18  | 13  | 2   | 3   | 224    |
| 8    | Gabriel Casagrande | Ret | Ret | 6   | Ret | 2   | 4   | Ret | 6   | 3   | 2   | 7   | 14  | 10  | 1   | 5   | 4   | 8   | NP  | 224    |
| 9    | Allam Khodair      | 2   | Ret | 9   | 9   | 8   | 16  | 3   | 11  | 18  | 3   | 15  | 7   | 9   | Ret | 7   | Ret | 1   | 8   | 221    |
| 10   | Guilherme Salas    | 13  | 11  | Ret | 7   | Ret | Ret | 15  | 9   | 15  | 6   | 11  | 2   | 2   | Ret | 2   | 1   | Ret | 10  | 212    |
| 11   | Diego Nunes        | 14  | 15  | 14  | Ret | 12  | 15  | 16  | 2   | Ret | 10  | 1   | 5   | 12  | 9   | 4   | 2   | Ret | 12  | 203    |
| 12   | Bruno Baptista     | Ret | 3   | 10  | 11  | 17  | 5   | 20  | 1   | Ret | Ret | 6   | 6   | Ret | Ret | 6   | 17  | 9   | 7   | 179    |
| 13   | Júlio Campos       | 12  | 18  | 18  | 10  | 9   | 14  | Ret | 3   | 17  | 1   | Ret | 9   | 7   | 8   | 14  | 10  | 14  | 14  | 175    |
| 14   | Rafael Suzuki      | Ret | 7   | 4   | 13  | 1   | Ret | 8   | 17  | 6   | 17  | 10  | 18  | 14  | 17  | 15  | 11  | 16  | 11  | 172    |
| 15   | Átila Abreu        | 16  | 4   | 12  | 8   | 5   | 7   | 6   | 7   | 9   | Ret | 9   | Ret | Ret | 15  | 16  | Ret | 15  | 13  | 158    |
| 16   | Denis Navarro      | Ret | 10  | 19  | 3   | 14  | Ret | 13  | 8   | 7   | Ret | Ret | Ret | 3   | Ret | 11  | 3   | Ret | Ret | 134    |
| 17   | Cacá Bueno         | 5   | 9   | 16  | Ret | 13  | 8   | Ret | 18  | 13  | 11  | 18  | 11  | 11  | 16  | Ret | Ret | 17  | 15  | 125    |
| 18   | Matías Rossi       | 11  | 12  | Ret | Ret | Ret | 12  | 10  | Ret | 10  | 8   | 2   | 4   | Ret | 11  | 12  | 16  | Ret | Ret | 121    |
| 19   | Galid Osman        | 9   | 14  | 15  | 15  | 20  | Ret | 11  | 12  | 16  | 19  | 12  | Ret | Ret | 12  | Ret | Ret | Ret | 6   | 107    |
| 20   | Gaetano di Mauro   | Ret | Ret | 8   | 16  | 21  | 6   | 19  | Ret | 4   | Ret | Ret | Ret | 17  | Ret | 8   | 6   | Ret | 9   | 104    |
| 21   | Marcos Gomes       | Ret | Ret | Ret | 12  | Ret | Ret | 14  | 13  | 19  | 5   | 17  | 17  | Ret | 14  | Ret | 12  | 6   | 19  | 88     |
| 22   | Lucas Foresti      | 15  | Ret | 11  | 14  | 15  | 18  | 17  | 12  | 14  | 13  | 13  | Ret | Ret | 10  | Ret | DNS | 13  | Ret | 87     |
| 23   | Pedro Cardoso      | 17  | 16  | Ret | Ret | 18  | 9   | 12  | Ret | Ret | 18  | Ret | 15  | 13  | 19  | 17  | 19  | 7   | 17  | 84     |
| 24   | Tuca Antoniazi     | 18  | 17  | 20  | Ret | 19  | 17  | 18  | 15  | 20  | 20  | 19  | Ret | 18  | Ret | 19  | 14  | 18  | 18  | 50     |
| 25   | Felipe Lapenna     |     |     |     |     |     |     |     |     |     |     |     | Ret | Ret | 13  | DNS | 7   | Ret | Ret | 14     |
| 26   | Vitor Genz         | 10  | Ret |     |     |     |     |     |     |     |     |     |     |     |     |     |     |     |     | 11     |
| 27   | Vitor Baptista     |     |     | 17  | 17  |     |     |     |     |     |     |     |     |     |     |     |     |     |     | 8      |
| Pos. | Piloto             | GOI | GOI | INT | CDM | LON | LON | CAS | CAS | CAS | MOG | MOG | CUR | CUR | CUR | GOI | GOI | GOI | SPO | Puntos |

| Color     | Resultado                                                               |
| --------- | ----------------------------------------------------------------------- |
| Oro       | Ganador                                                                 |
| Plata     | 2.ª plaza                                                               |
| Bronce    | 3.ª plaza                                                               |
| Verde     | Finalizó en los puntos                                                  |
| Azul      | Finalizó sin puntos                                                     |
| Azul      | NC - No clasificado                                                     |
| Violeta   | Ret - No terminó (Carrera)                                              |
| Rojo      | DNQ - No se clasificó                                                   |
| Negro     | DSQ - Descalificado                                                     |
| Blanco    | DNS - No empezó (carrera)                                               |
| Blanco    | WD - Retirado (fin de semana)                                           |
| Blanco    | C - Carrera cancelada                                                   |
| Sin color | DNP - Inscrito pero no participó                                        |
| Sin color | INJ - Lesionado                                                         |
| Sin color | EX - Excluido                                                           |
| Estado    | Resultado                                                               |
| Negrita   | Pole position                                                           |
| Cursiva   | Vuelta rápida                                                           |
| †         | Abandona, pero clasifica al completar el porcentaje requerido para ello |

Fuente: Stock Car Brasil.